# Židovský hřbitov v Chlumci nad Cidlinou
Židovský hřbitov v Chlumci nad Cidlinou je vlastně židovským oddělením městského hřbitova v Chlumci nad Cidlinou, který se nachází v jihozápadní části města. Tato část městského hřbitova sloužící pro pohřbívání Židů z města byla založena v roce 1905. Rozkládá se na ploše 638 m2 a dodnes se tu dochovalo 36 novodobých náhrobních kamenů, „macev“. Nechybí zde ani novogotická obřadní síň, která dnes slouží potřebám celého hřbitova.
V Chlumci nad Cidlinou existoval již středověký židovský hřbitov, který byl založen někdy před rokem 1538, zanikl někdy po roce 1557 a do dnešní doby se po něm nedochovaly žádné stopy.
Chlumecká židovská komunita přestala existovat v roce 1931. Do okupace se o hřbitov starala židovská obec v Novém Bydžově.